# Christopher Orr
Christopher Orr (1974) is een Amerikaanse acteur.

## biografie[1]
Orr is in 1992 afgestudeerd aan de Apple Valley High School in Apple Valley (Minnesota).
Orr begon in 1996 met acteren in de film Safe Storage. Hierna heeft hij nog meerdere rollen gespeeld in televisieseries en televisiefilms zoals Beverly Hills, 90210 (1997) en Shaft (2000).

## filmografie[2]

### Films
- 2000 Shaft – als vriend van Walter
- 1999 The Portrait – als Danny Case
- 1997 Invasion – als Pitt Henderson
- 1996 Calm at Sunset – als Joseph Pfeiffer
- 1996 D3: The Mighty Ducks – als Rick
- 1996 Safe Storage – als Burton

### Televisieseries
Uitgezonderd eenmalige gastrollen.
- 1997 Beverly Hills, 90210 – als Cooper Hargrove – 4 afl.